# Kramářský most
Kramářský most (německy  Krämerbrücke) je středověký kamenný most v Německu, který je nejdelším obydleným mostem v Evropě. Nachází se v centru města Erfurt ve spolkové zemi Durynsko, nedaleko historického náměstí Benediktsplatz. Vede po něm historická cesta Via Regia. 
Kramářský most je dlouhý 120 metrů a široký 26 metrů. Vede přes Breitstrom, který je ramenem řeky Gery. Úsek nad vodou měří 79 m a podpírá ho šest pilířů. Po obou stranách se nacházejí hrázděné domy s obchody, které daly mostu název. Ulice mezi nimi je široká 5,5 m a vydlážděna kočičími hlavami. Na východním předmostí se nachází gotický kostel sv. Jiljí (St. Ägidiuskirche).  
Kramářský most je nejstarší světskou stavbou Erfurtu. Již v roce 1117 zde byla zmíněna existence dřevěného mostu, který byl v roce 1325 nahrazen novou stavbou z pískovce a vápence. Po velkém požáru v roce 1472 byly místo dřevěných kramářských budek postaveny stálé budovy. Jejich výška se pohybuje od třinácti do patnácti metrů; původně jich bylo 62, do současnosti se dochovalo 32. Název Krämerbrücke se používá od roku 1510. 
Most je památkově chráněný a v osmdesátých letech 20. století proběhla rozsáhlá rekonstrukce. Většina budov na mostě je majetkem města, trvalé bydliště zde má přibližně 80 osob. Od roku 1996 o lokalitu pečuje nadace Stiftung Krämerbrücke, která také provozuje stálou expozici o historii mostu v domě č. 31. V červnu se na mostě koná slavnost Krämerbrückenfest s historickými kostýmy.